# Bank BGŻ/Saison 2011
Dieser Artikel listet Erfolge und Mannschaft des Radsportteams Bank BGŻ in der Saison 2011 auf.

## Erfolge in den Continental Circuits
In den Rennen des UCI Continental Circuits gelangen dem Team nachstehende Erfolge.
| Datum   | Rennen                       | Kat. | Fahrer        |
| ------- | ---------------------------- | ---- | ------------- |
| 7. Juni | 4. Etappe Slowakei-Rundfahrt | 2.2  | Paweł Cieślik |

## Zugänge – Abgänge
| Zugänge            | Team 2010                    | Abgänge                       | Team 2011 |
| ------------------ | ---------------------------- | ----------------------------- | --------- |
| Krzysztof Jeżowski | CCC Polsat Polkowice         | Piotr Krysman                 | Unbekannt |
| Tomasz Lisowicz    | CCC Polsat Polkowice         | Mateusz Mróz                  | Unbekannt |
| Jarosław Rębiewski | CCC Polsat Polkowice         | Wojciech Ziółkowski           | Unbekannt |
| Artur Detko        | Aktio Group Mostostal Puławy | Piotr Kieblesz (bis 31. Juli) | Unbekannt |
| Paweł Sztobryn     | Aktio Group Mostostal Puławy | Paweł Sztobryn (bis 31. Juli) | Unbekannt |
| Piotr Sztobryn     | Aktio Group Mostostal Puławy |                               |           |
| Paweł Cieślik      | Mróz Active Jet              |                               |           |
| Piotr Kieblesz     | Neoprofi                     |                               |           |

## Mannschaft
| Name               | Geburtstag       | Nationalität |
| ------------------ | ---------------- | ------------ |
| Paweł Cieślik      | 12. April 1986   | Polen        |
| Konrad Czajkowski  | 11. Februar 1988 | Polen        |
| Artur Detko        | 18. Februar 1983 | Polen        |
| Krzysztof Jeżowski | 30. August 1975  | Polen        |
| Tomasz Lisowicz    | 23. Februar 1977 | Polen        |
| Jarosław Rębiewski | 27. Februar 1974 | Polen        |
| Radosław Romanik   | 16. Januar 1967  | Polen        |
| Patrick Schubert   | 21. März 1984    | Deutschland  |
| Radosław Świątek   | 13. Februar 1991 | Polen        |
| Piotr Sztobryn     | 31. März 1989    | Polen        |
| Konrad Tomaszewski | 25. Mai 1991     | Polen        |
| Marcin Urbanowski  | 4. November 1988 | Polen        |

## Platzierungen in UCI-Ranglisten
UCI Europe Tour 2011
|       | Fahrer             | Punkte |
| ----- | ------------------ | ------ |
| 264.  | Krzysztof Jeżowski | 59     |
| 469.  | Paweł Cieślik      | 32     |
| 1212. | Artur Detko        | 2      |